# Салтовский заказник
Салтовский заказник (укр. Салтівський заказник) — бывший гидрологический заказник местного значения в пределах промышленного города. Располагался в Харькове, на Салтовка и Шевченки (Харьков), на левом берегу реки Харьков, между Журавлёвским гидропарком и балкой реки Тимуровка. В водно-болотном угодье произрастали более 200 видов флоры и проживали 32 вида птиц.
В 2005 году выведен из заповедного фонда Украины и его земельный участок площадью 15 га был передан в аренду АО «Концерн АВЭК и Ко» для дальнейшего расширения ТЦ «Барабашово». Остался небольшой участок болот к северу от ТЦ.